# Plecotus macrobullaris
L'orecchione alpino (Plecotus macrobullaris  Kuzjakin, 1965) è un pipistrello della famiglia dei Vespertilionidi diffuso in Europa meridionale e vicino oriente.

## Descrizione

### Dimensioni
Pipistrello di piccole dimensioni, con una lunghezza totale della testa e del corpo tra i 46 e i 55 mm, l'avambraccio lungo tra i 37 e i 46 mm, la coda tra i 41 e i 53 mm e le orecchie tra i 34 e i 38 mm. L'orecchione alpino arriva a un peso di 12 g.

### Aspetto
La pelliccia è lunga. Le parti dorsali sono grigio-giallastre o grigio chiare, mentre le parti ventrali sono giallastre, grigio-biancastre o bianche. La base dei peli è ovunque nerastra. Il muso è conico, chiaro con una maschera facciale più scura, cosparso di pochi peli e con un cuscinetto carnoso triangolare sul mento. Le orecchie sono enormi, ovali, marroni, unite sulla fronte da una sottile membrana cutanea. Il trago è lungo circa la metà del padiglione auricolare, affusolato e con l'estremità smussata. Le membrane alari sono marroni e semi-trasparenti. Le dita dei piedi sono cosparse di peli brunastri e munite di robusti artigli chiari. La coda è lunga ed inclusa completamente nell'ampio uropatagio.

## Biologia

### Comportamento
Si rifugia in gruppi fino a 50 individui all'interno di edifici. In inverno preferisce grotte ed altri ricoveri sotterranei. Forma vivai, osservati frequentemente nelle chiese.

### Alimentazione
Si nutre di insetti, particolarmente falene e in misura minore tipule, catturati in volo sopra radure o pascoli.

### Riproduzione
Danno alla luce un piccolo alla volta tra giugno e luglio.

## Distribuzione e habitat
Questa specie è diffusa nell'Europa meridionale e nel vicino oriente, dalla parte centro-orientale dei Pirenei, tra Francia, Spagna ed Andorra, attraverso tutto l'arco alpino, dalla Francia sud-orientale, Svizzera, Liechtenstein, Germania meridionale, Austria fino alla Slovenia, le coste adriatiche della Croazia e la Serbia, Albania settentrionale, Grecia meridionale, il Peloponneso e l'isola di Creta, fino a gran parte dell'Anatolia, la Siria nord e sud-occidentale, la Russia sud-occidentale, Georgia, Armenia, Azerbaigian fino all'Iran nord-occidentale e la parte centrale dei Monti Zagros. In Italia è presente nelle zone alpine del Friuli-Venezia Giulia, Trentino-Alto Adige, Veneto, Lombardia, Piemonte e Liguria.
Vive in ambienti collinari e montani, principalmente carsici in querceti, faggete, pinete fino a 2.800 metri di altitudine.

## Conservazione
La IUCN Red List, considerato il vasto areale e nonostante la pressione umana verso i suoi rifugi usuali, classifica P.macrobullaris come specie a rischio minimo (Least Concern)).